# Juan Pattillo
Juan Pattillo (Dallas, 12 marzo 1988) è un ex cestista statunitense, professionista nella NBDL e in Asia.

## Palmarès
- Miglior rimbalzista NBL Canada (2017)